# Бромид марганца(II)
Бромид марганца(II) — неорганическое соединение, соль металла марганца и бромистоводородной кислоты с формулой MnBr2,
светло-розовые кристаллы,
растворимые в воде,
образует кристаллогидраты.

## Получение
- Действие паров брома на порошкообразный марганец:

{\displaystyle {\mathsf {Mn+Br_{2}\ {\xrightarrow {}}\ MnBr_{2}}}}
- Действие бромистоводородной кислоты на карбонат марганца(II):

{\displaystyle {\mathsf {MnCO_{3}+2HBr\ {\xrightarrow {}}\ MnBr_{2}+CO_{2}\uparrow +H_{2}O}}}
- Действие оксида марганца(II) на бромоводород:

{\displaystyle {\mathsf {MnO+2HBr\ \xrightarrow {} \ MnBr_{2}+H_{2}O}}}
- Действие гидроксида марганца(II) на бромоводород:

{\displaystyle {\mathsf {Mn(OH)_{2}+2HBr\ \xrightarrow {} \ MnBr_{2}+2H_{2}O}}}

## Физические свойства
Бромид марганца(II) образует светло-розовые кристаллы
тригональной сингонии,
пространственная группа P 3m1,
параметры ячейки a = 0,3820 нм, c = 0,6188 нм, Z = 1.
Хорошо растворяется в воде.
Образует кристаллогидраты состава MnBr2•nH2O, где n = 1, 2, 4 и 6.
Гексагидрат образуется при температуре ниже 13 °С.
С аммиаком образует аддукты вида MnBr2•nNH3, где n = 1, 2, 6.

## Химические свойства
- Кристаллогидрат при нагревании ступенчато теряет воду:

{\displaystyle {\mathsf {MnBr_{2}\cdot 6H_{2}O\ {\xrightarrow[{-2H_{2}O}]{13^{o}C}}\ MnBr_{2}\cdot 4H_{2}O\ {\xrightarrow[{-2H_{2}O}]{80^{o}C}}\ MnBr_{2}\cdot 2H_{2}O}}}